# اوژن فلاندن
ژان-باپتیست اوژن ناپلئون فلاندن (فرانسوی: Jean-Baptiste Eugène Napoléon Flandin‎؛ زاده ۱۵ اوت ۱۸۰۹ ناپل - درگذشته ۲۹ سپتامبر ۱۸۸۹ تور) نقاش، معمار، شرق‌شناس و سیاستمدار فرانسوی بود.

## سفر به ایران
در سال ۱۸۳۹ فرهنگستان هنرهای فرانسه تصمیم گرفت دو نفر یکی نقاش و دیگری معمار را برای تهیه یاداشت و طرح و نقشه از آثار باستانی ایران به این کشور اعزام نماید. برای این منظور مسابقه‌ای برگزار شد و در نهایت اوژن فلاندن به همراه پاسکال کوست برنده مسابقه شده و در سال ۱۸۴۰ میلادی (۱۲۱۹ خورشیدی) در زمان محمدشاه قاجار پاریس را به مقصد ایران ترک کردند. آنان بخاطر «هماهنگی‌ها و سفارش‌های لازمه» که از سوی دربار صادر شده بود  همه جا از حمایت حاکمان محلی برخوردار بوده‌اند. سفر فلاندن و کوست بیش از دو سال طول می‌کشد و محصول آن علاوه بر «گزارشی» دربارهٔ آثار باستانی ایران، کتابی چند جلدی به نام «سفر به ایران» است که در سال ۱۸۵۱ در پاریس منتشر می‌شود. فلاندن پیش از سفر به ایران به مأموریت الجزایر رفته بود تا از «افتخارات ارتش فرانسه» در آنجا تصویرهایی تهیه کند و پس از سفر به ایران نیز به شهر تازه کشف شده نینوا در بین‌النهرین می‌رود که حاصل آن انتشار کتابی دربارهٔ آثار تاریخی نینوا در پاریس بود.
آنها تقریباً تمامی آثار تاریخی و باستانی سراسر ایران (به جز خراسان و حاشیه دریای خزر) را مورد بازدید قرار دادند و از تمام بناهای ارزشمند طراحی و نقاشی خلق نمودند، از جمله: بوشهر، زنجان، قزوین، اصفهان، شیراز، تهران، آذربایجان، کرمانشاه، همدان و بروجرد و نیز ویرانه‌های تخت جمشید، بیشاپور، بیستون، کنگاور، نهاوند و فیروزآباد.

## فعالیت‌های هنری
اگر چه نقاشی‌های او ارزش هنری نیز دارد، اما شهرت او بیشتر به خاطر نقاشی‌هایی است که از آثار معماری گذشته ایران و خاورمیانه کشیده‌است. او در سفر به ایران همراه پاسکال کوست بود. سفر آنها به ایران در زمان محمدشاه قاجار در سال ۱۲۲۰ خورشیدی انجام شد.

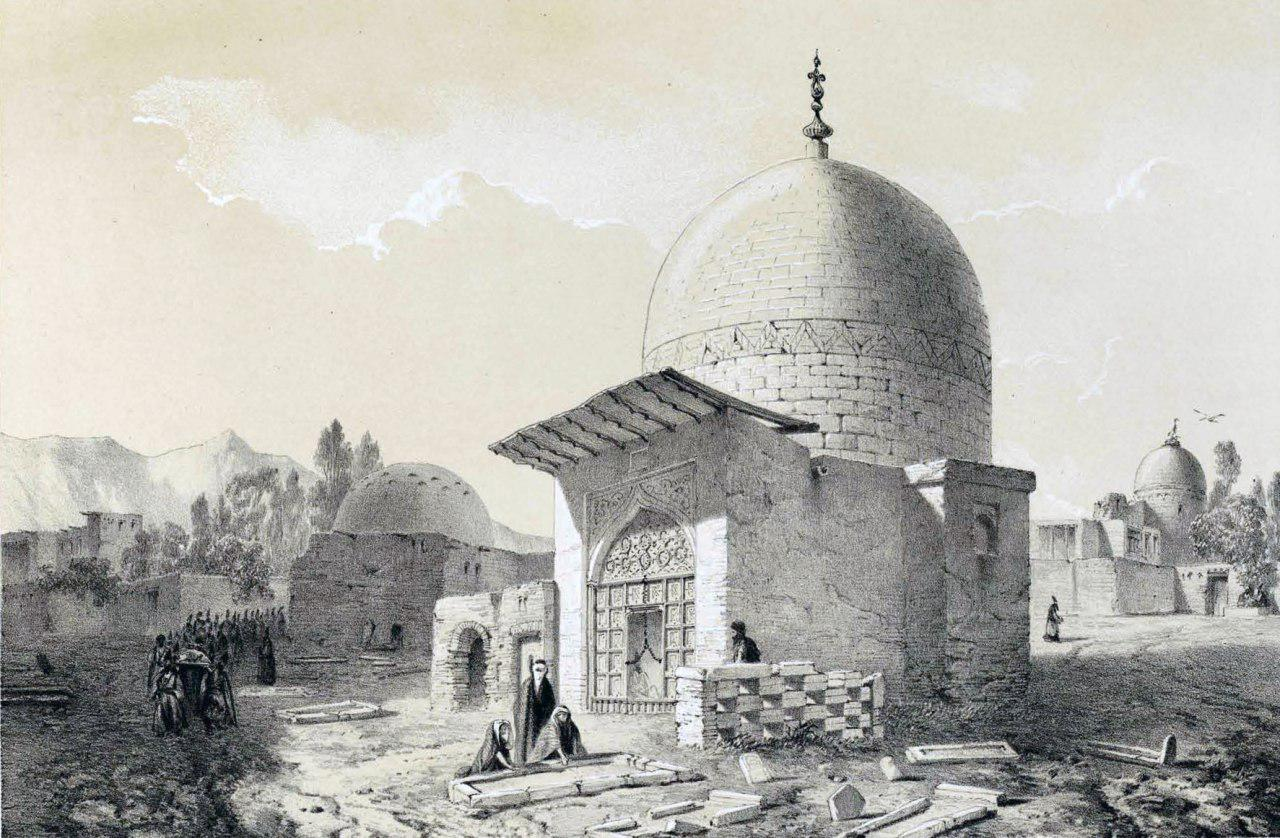
بقعه قیدار نبی در شهرستان قیدار از شهرستان‌های استان زنجان

## ترجمه به فارسی
سفرنامهٔ اوژن فلاندن و پاسکال کوست به زبان فارسی ترجمه شده و به همراه نقاشی‌ها و گراورهای آن‌ها با مشخصات زیر به چاپ رسیده‌است:
- سفرنامهٔ اوژن فلاندن بایران در سال‌های ۱۸۴۰–۱۸۴۱، اوژن فلاندن، ترجمهٔ حسین نورصادقی، [بی‌جا: بی‌نا]، نقش جهان: ۱۳۲۴، اشراقی‏‫، ۱۳۵۶.
- ایران در سفرنامه‌ها، مجموعه تابلو از سفرنامهٔ اوژن فلاندن و پاسکال کست: آثار معماری ایران پیش از اسلام، پس از اسلام و …، اوژن فلاندن، پاسکال کست، تهران: فرهنگسرا یساولی، ۱۳۷۴.
- ایران قاجار: از دیدگاه دو هنرمند فرانسوی اوژن فلاندن و پاسکال کست ۴۱–۱۸۳۹ م‍ی‍لادی، ۵۷–۱۲۵۵ ه‍ج‍ری ق‍م‍ری‌، نگارش فارسی و انگلیسی کریم امامی، تهران: ن‍گ‍ار، ۱۳۷۷، زرین و سیمین‏‫، ۱۳۹۳، مؤسسهٔ نگارش الکترونیک کتاب‏‫، ۱۳۹۴.
- م‍ع‍م‍اری ای‍ران‍ی از ن‍گ‍اه ت‍ص‍وی‍ر، پ‍ژوه‍ش م‍ح‍م‍د ع‍ل‍ی‍دوس‍ت، ب‍راس‍اس طرح‌ه‍ای اوژن ف‍لان‍دن و پ‍اس‍ک‍ال ک‍س‍ت، ت‍ه‍ران: وزارت ف‍ره‍ن‍گ و ارش‍اد اس‍لام‍ی، س‍ازم‍ان چ‍اپ و ان‍ت‍ش‍ارات‏‫، ۱۳۷۵، سازمان اوقاف و امور خیریه، سازمان چاپ و انتشارات، ‏‫۱۳۹۲.

- سفر به ایران (تصویری از ایران دوران قاجار)‬، اوژن فلاندن [و پاسکال کست]، شرح تصاویر از پاتریک و اولین گروژان، برگردان به فارسی عباس آگاهی، ویرایش و توضیحات حشمت‌الله انتخابی، اصفهان: نقش مانا‏‫، ۱۳۹۳.

## نگارخانه
نمونه‌هایی از نقاشی‌ها و طراحی‌های اوژن فلاندن از بناهای تاریخی ایران:

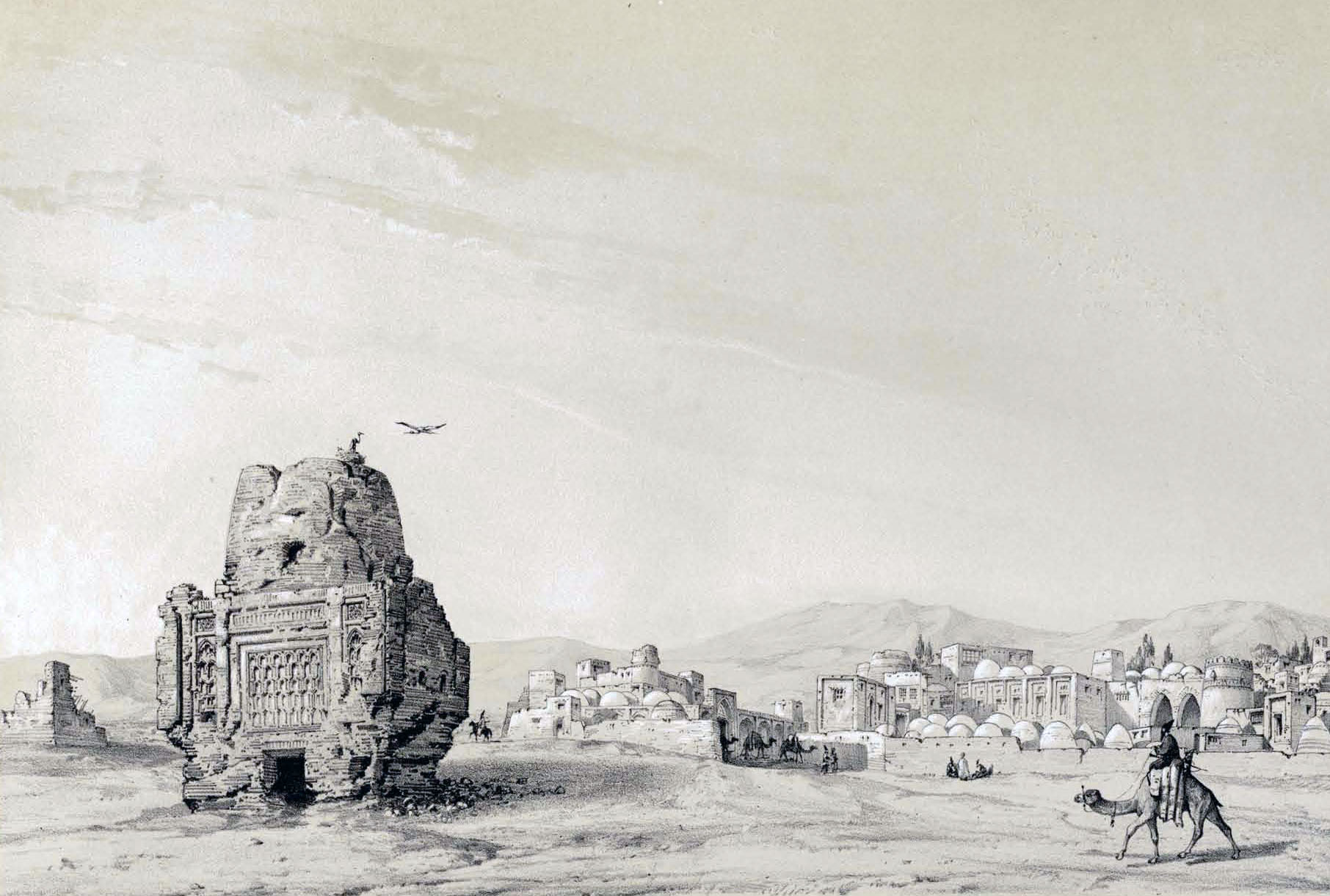
بعقه پیر تاکستان
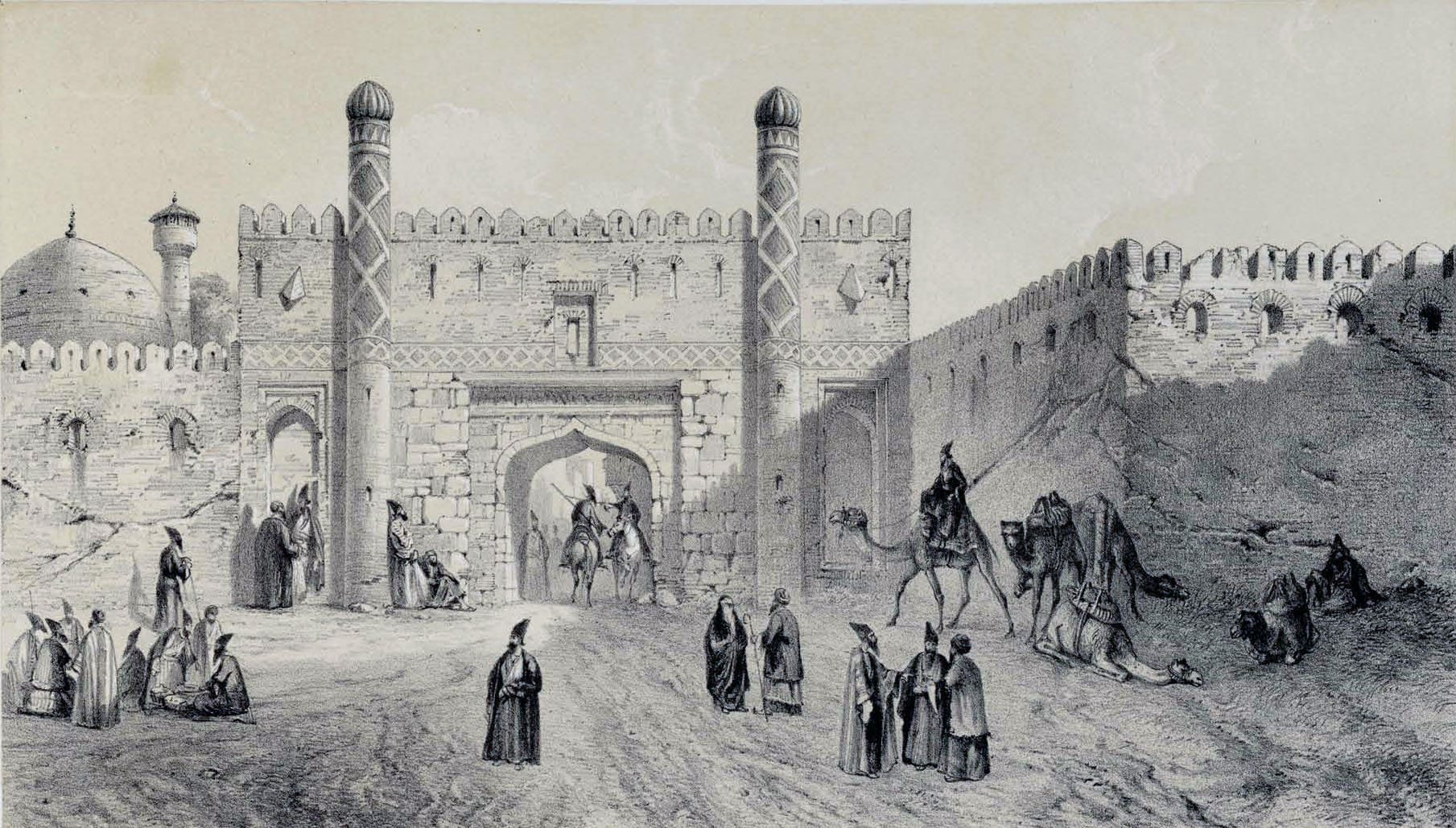
دروازه تبریز
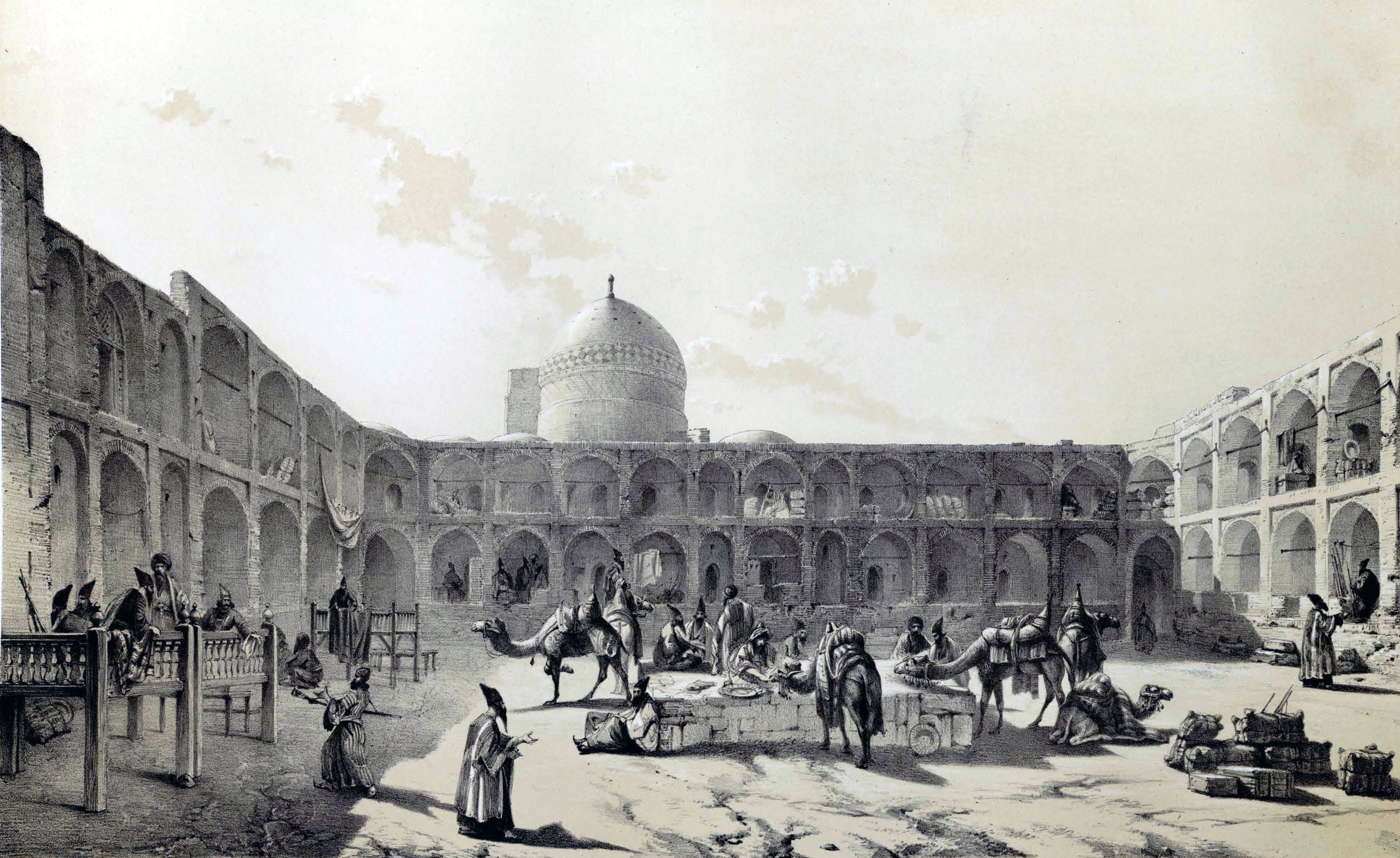
کاروانسرای شاه قدم ، قزوین
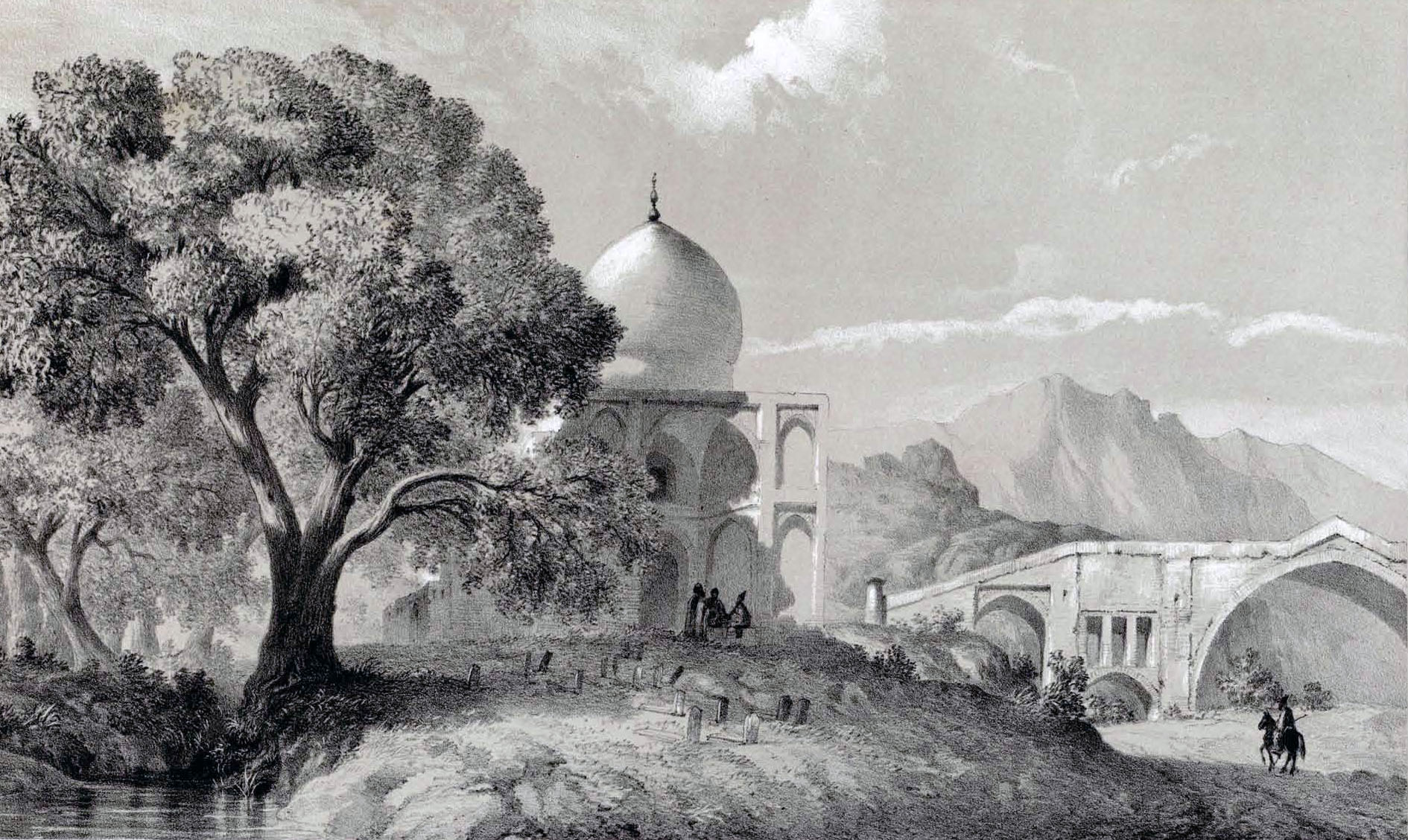
پل سلیمانیه و امامزاده
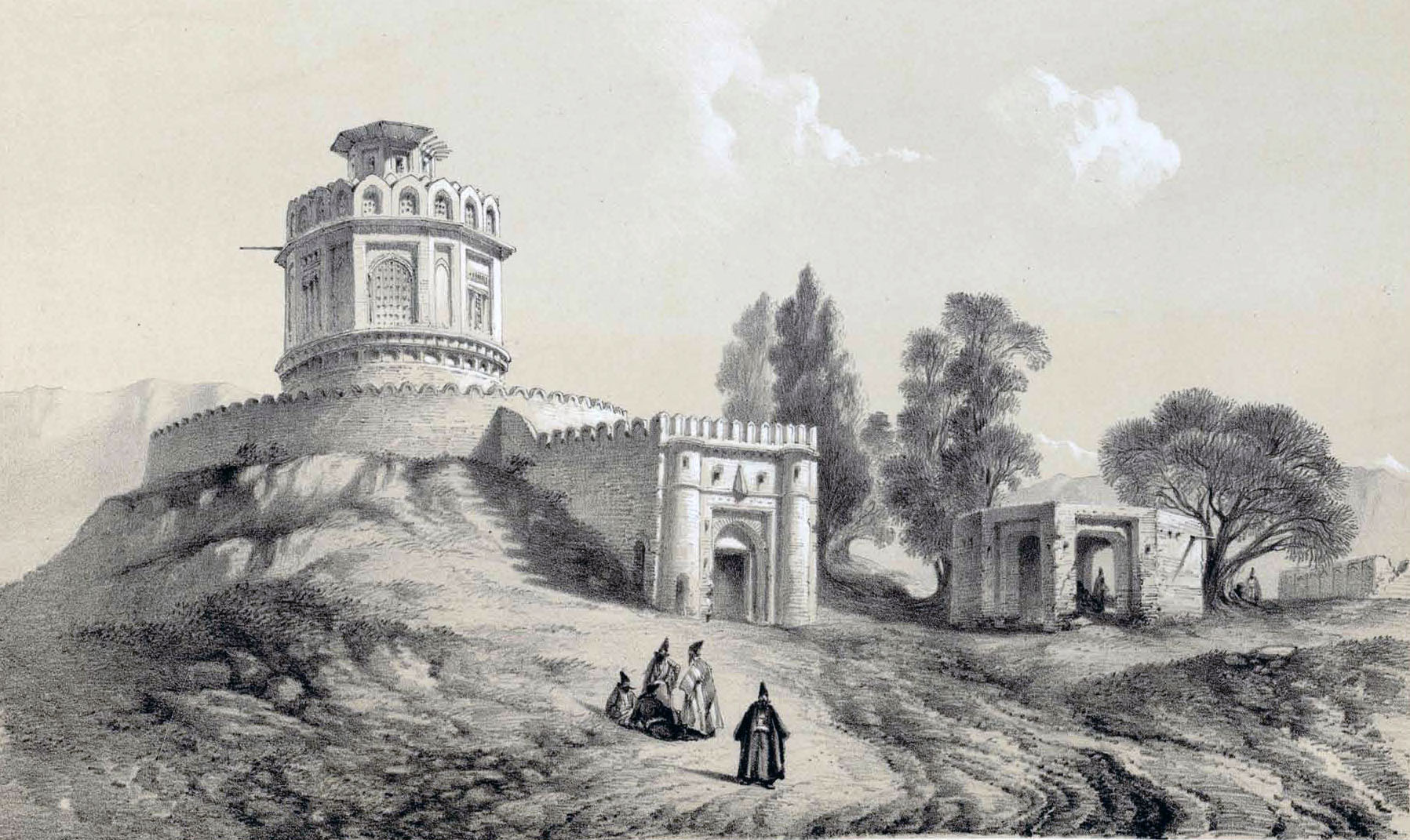
باروتخانه تهران
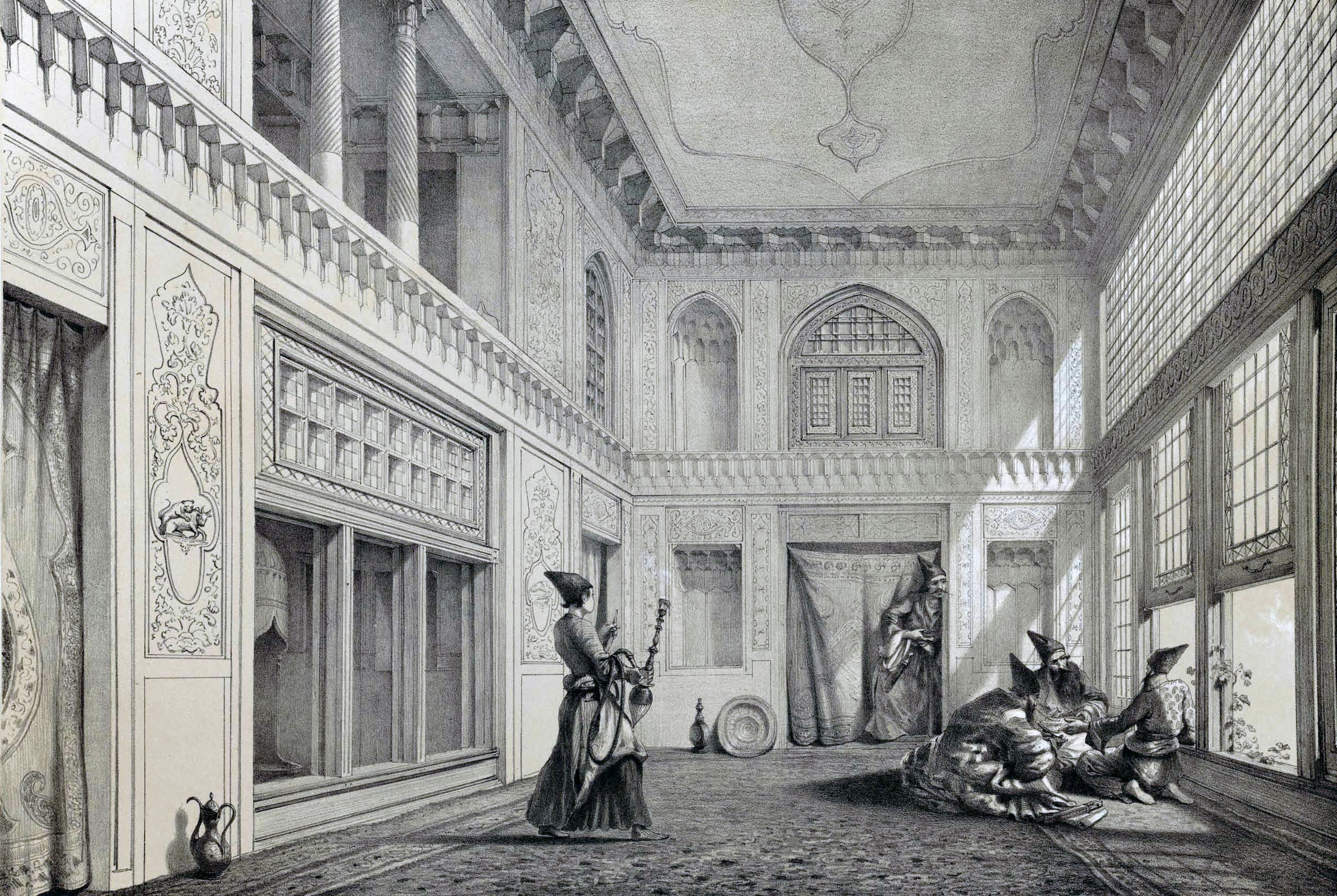
داخل دیوان‌خانه ، تهران
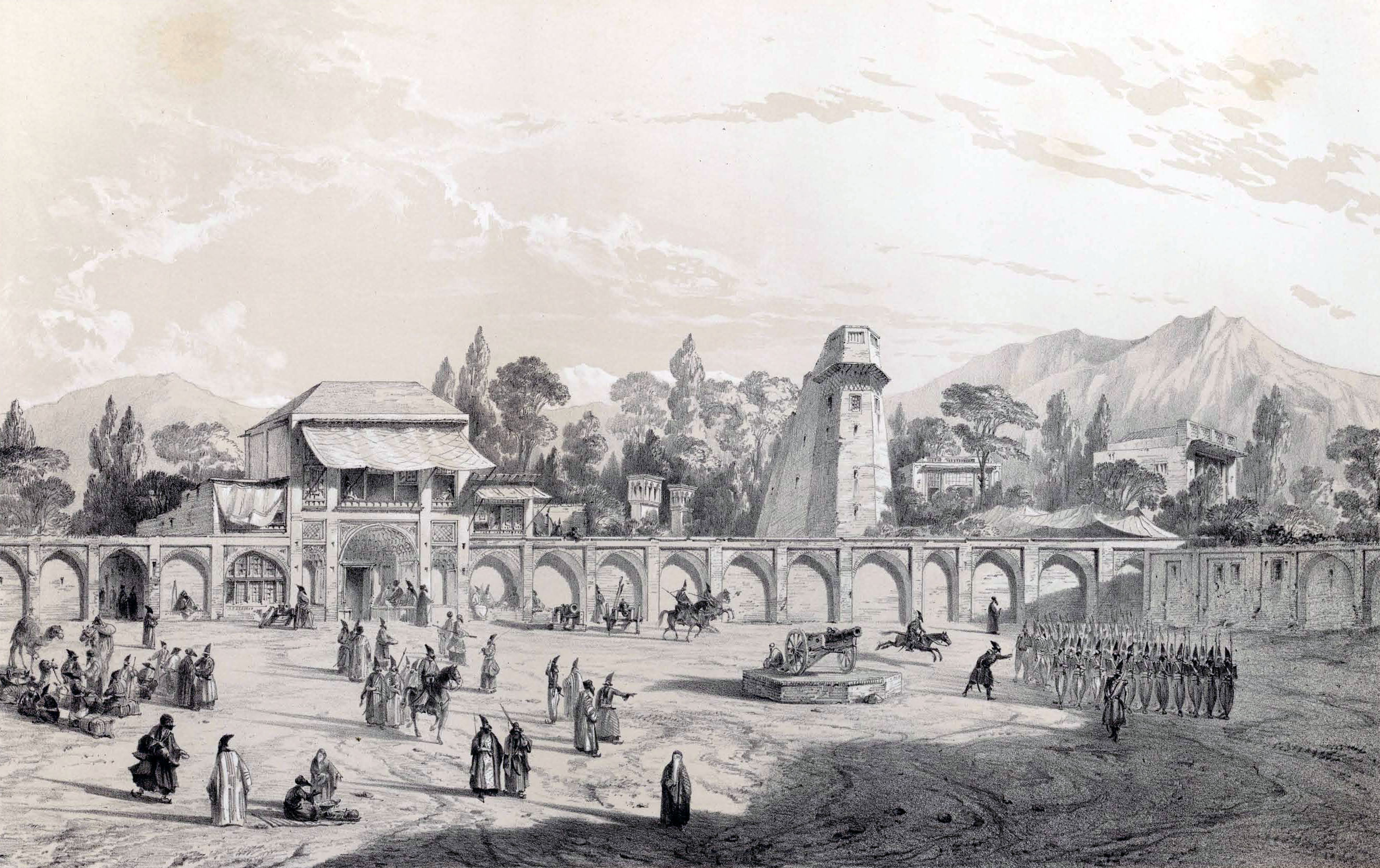
میدان شاه ، میدان سلطنتی ، تهران
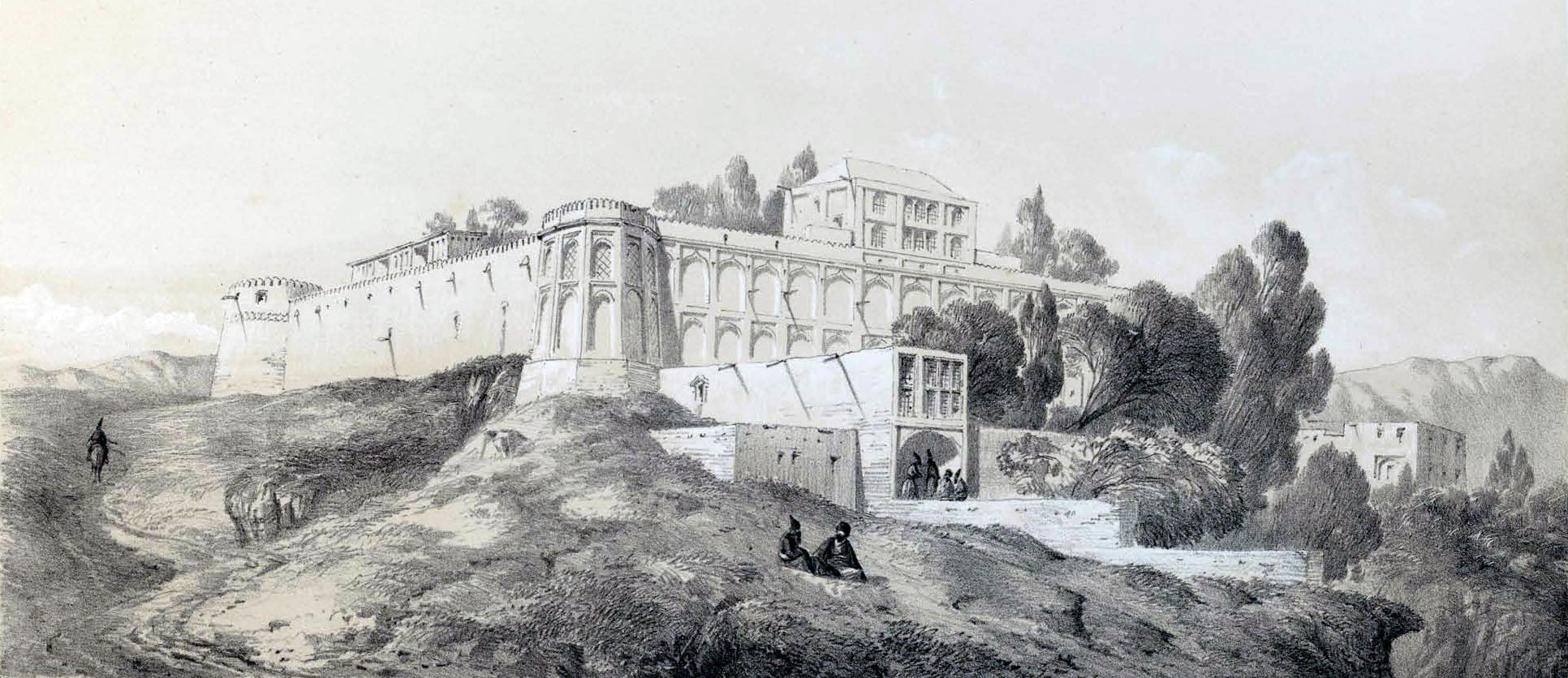
قصر قاجار ، در نزدیکی تهران
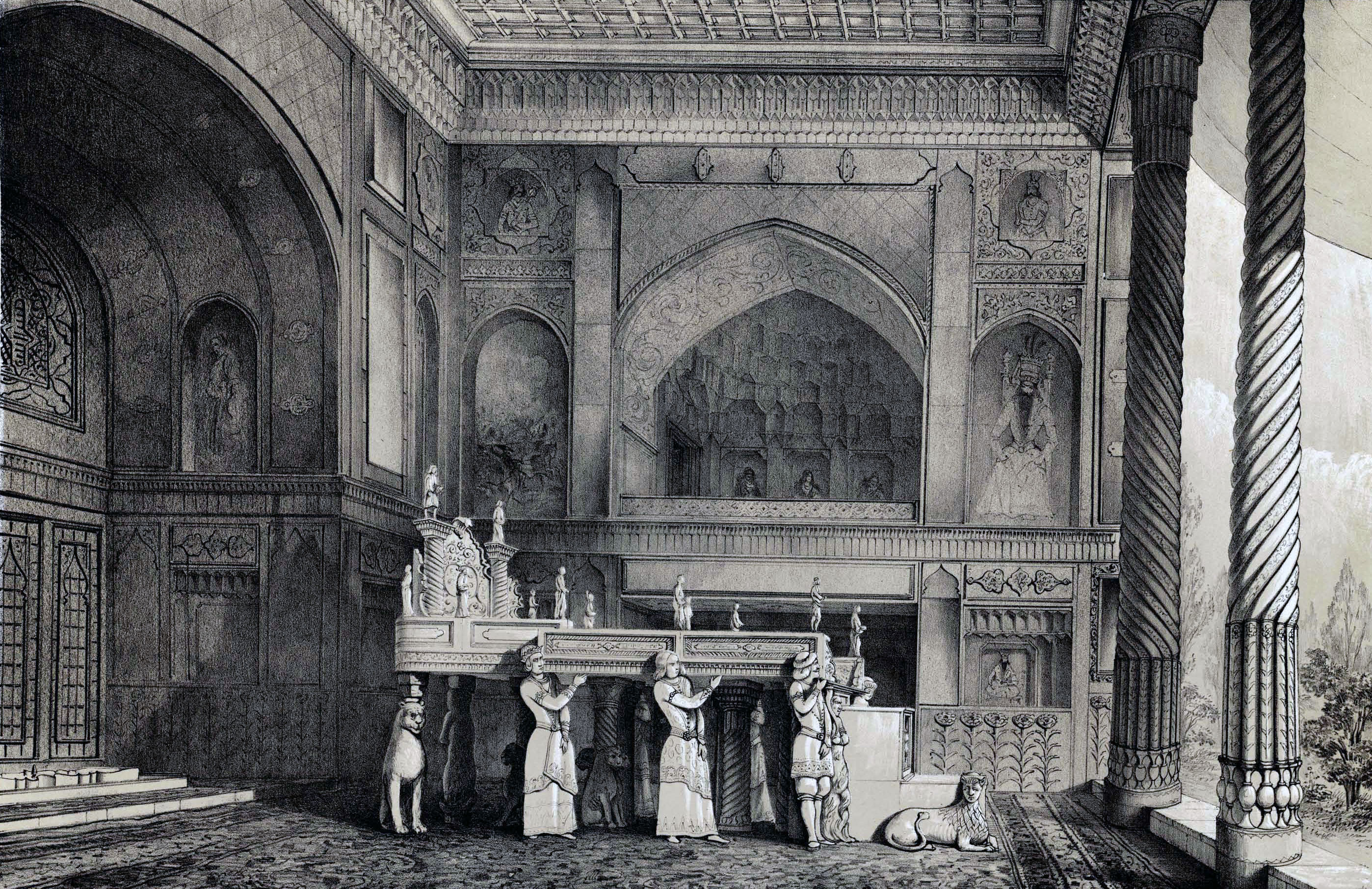
نمای درونی تخت مرمر، تهران
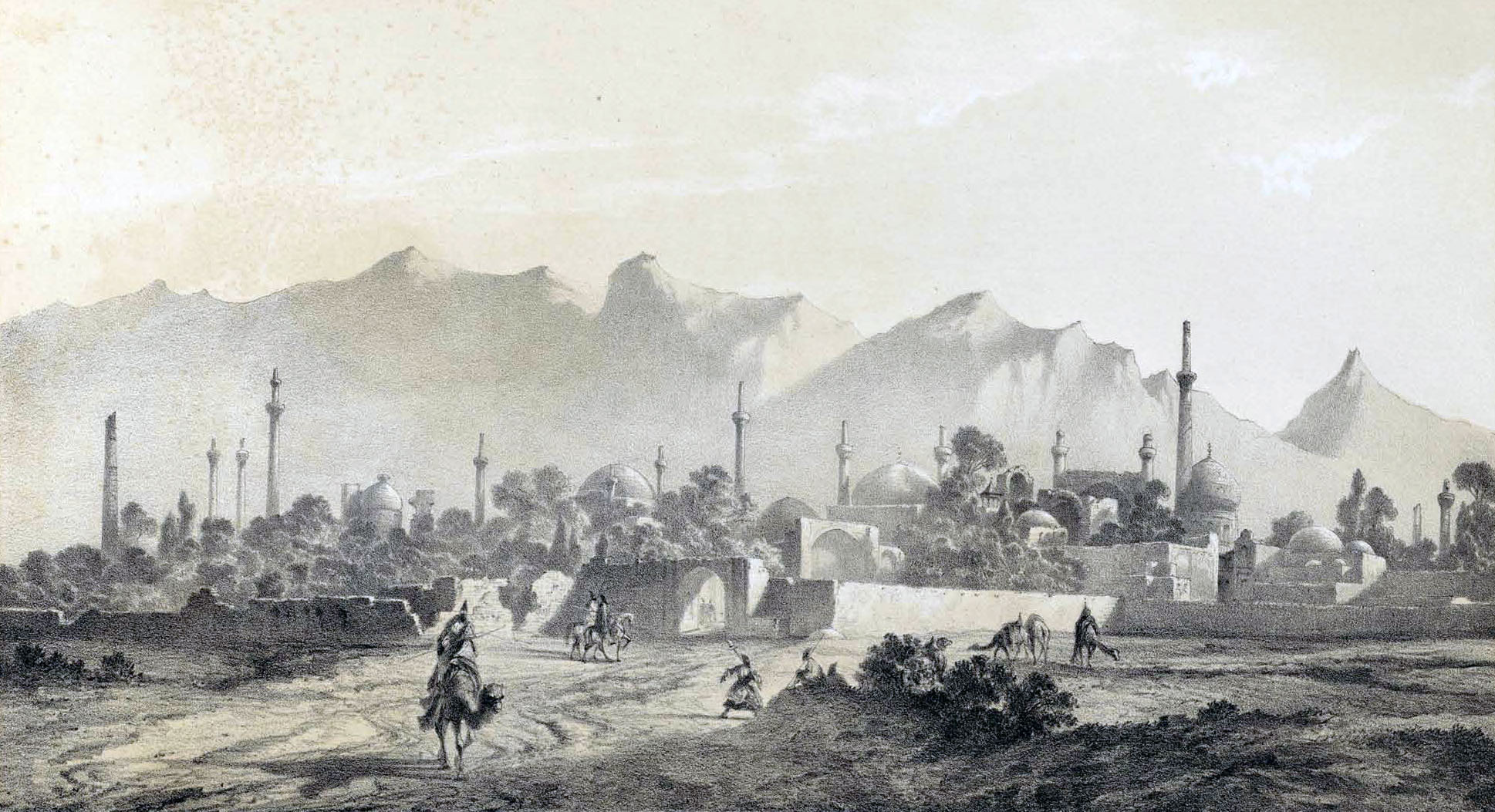
اصفهان به سمت شمال
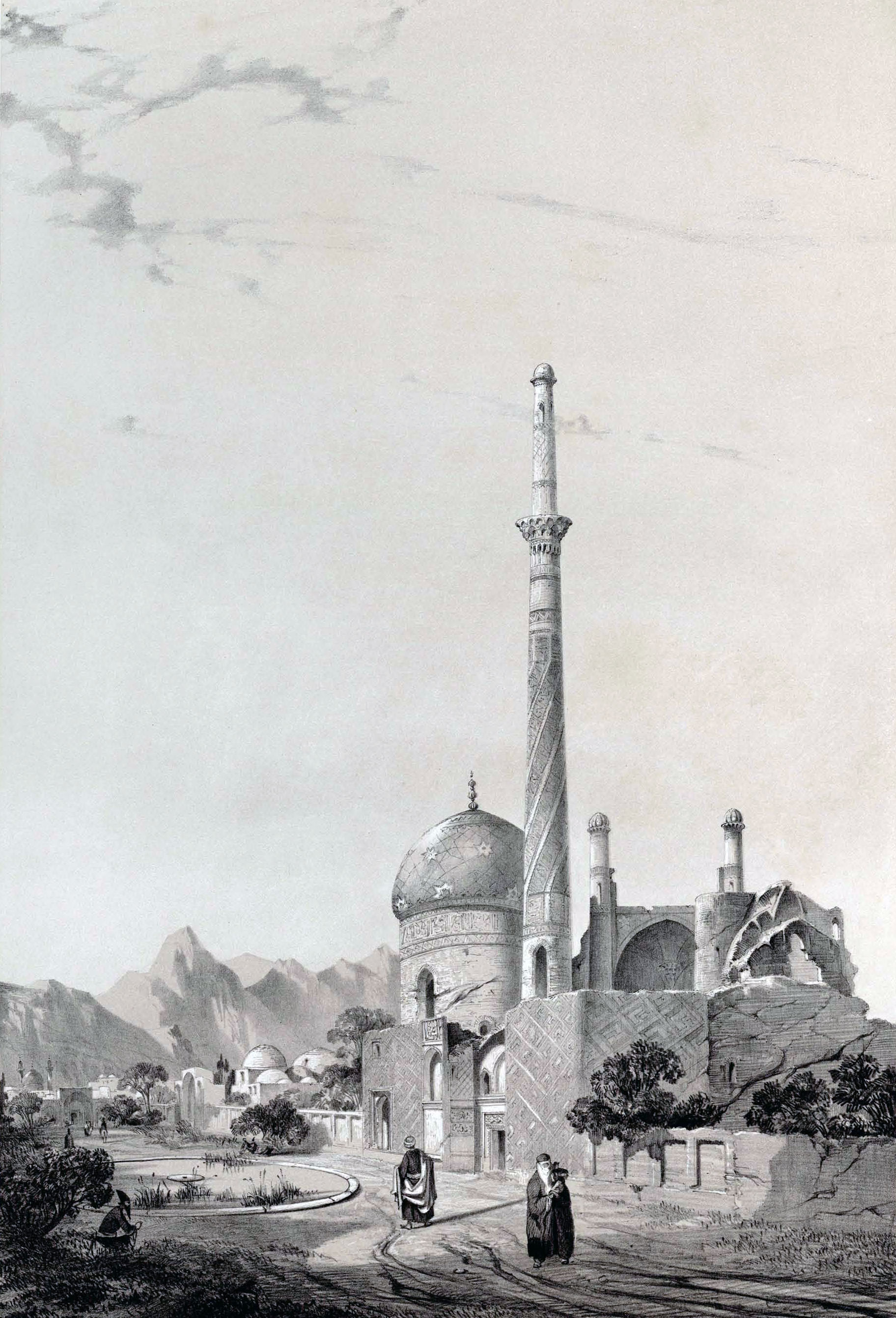
مسجد بابا سوخته (مناره باغوشخانه)، اصفهان
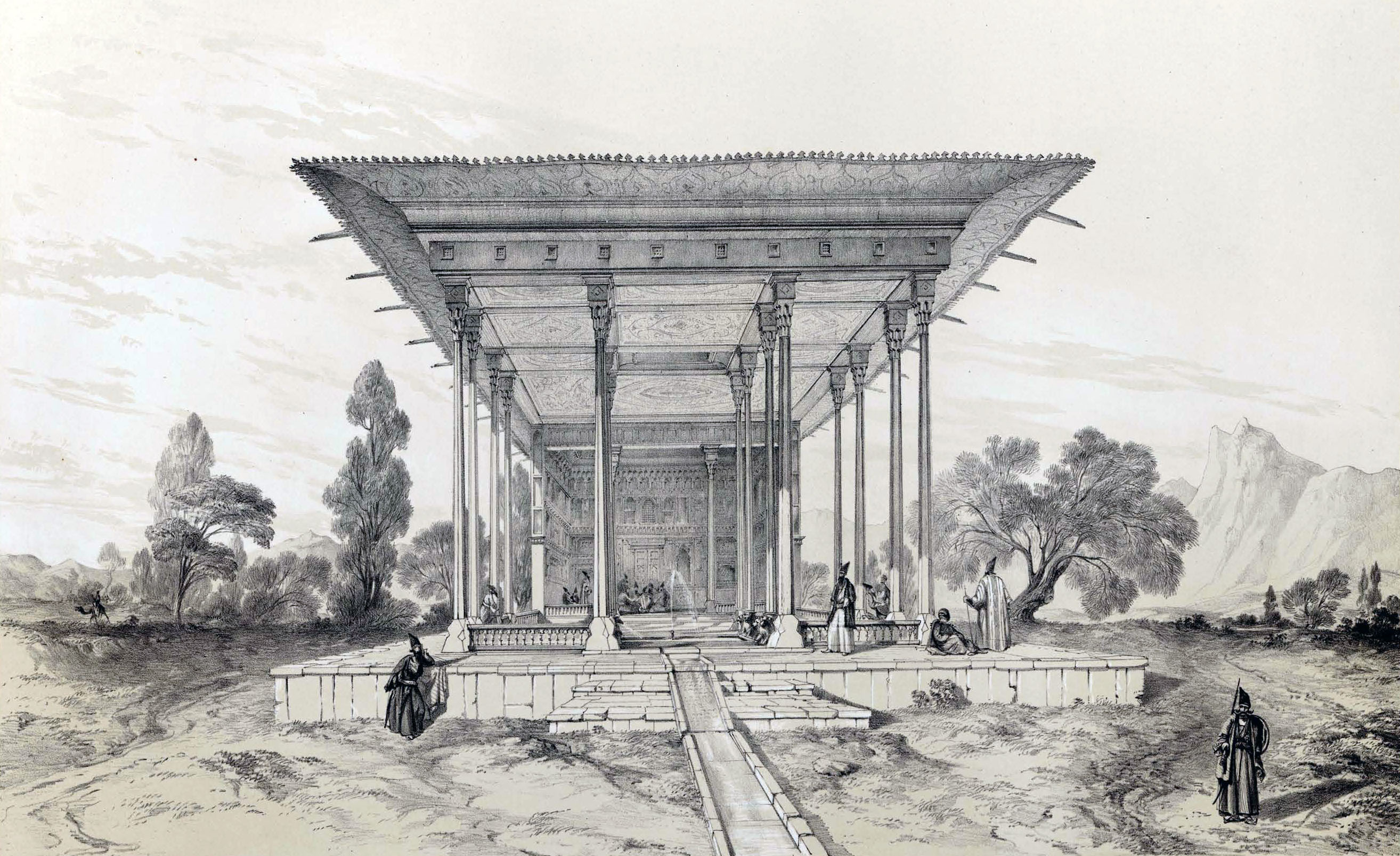
کوشک آیینه (خانه)، اصفهان
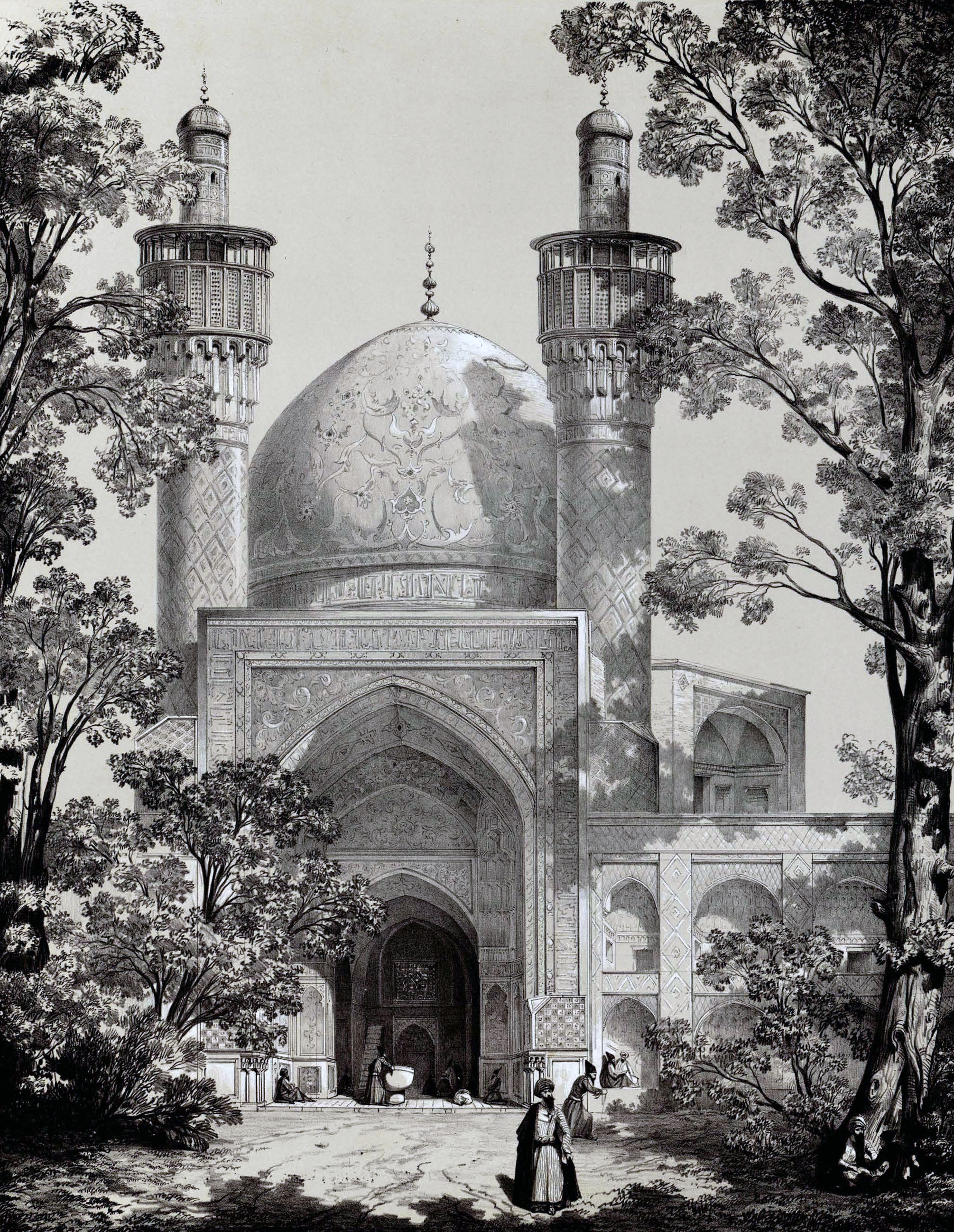
مسجد (مدرسه) سلطان شاه حسین
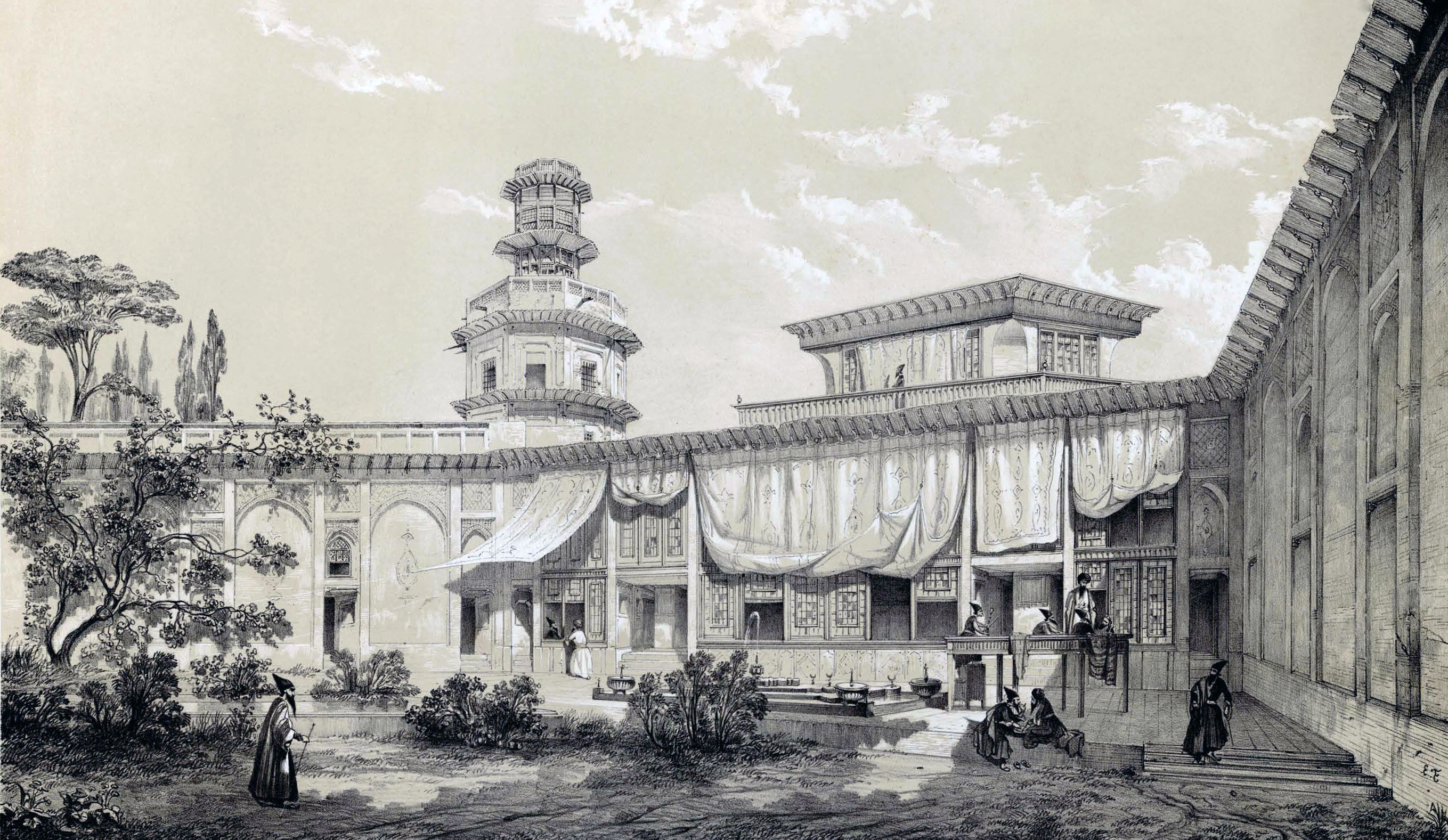
کاخ چهارباغ ، اصفهان
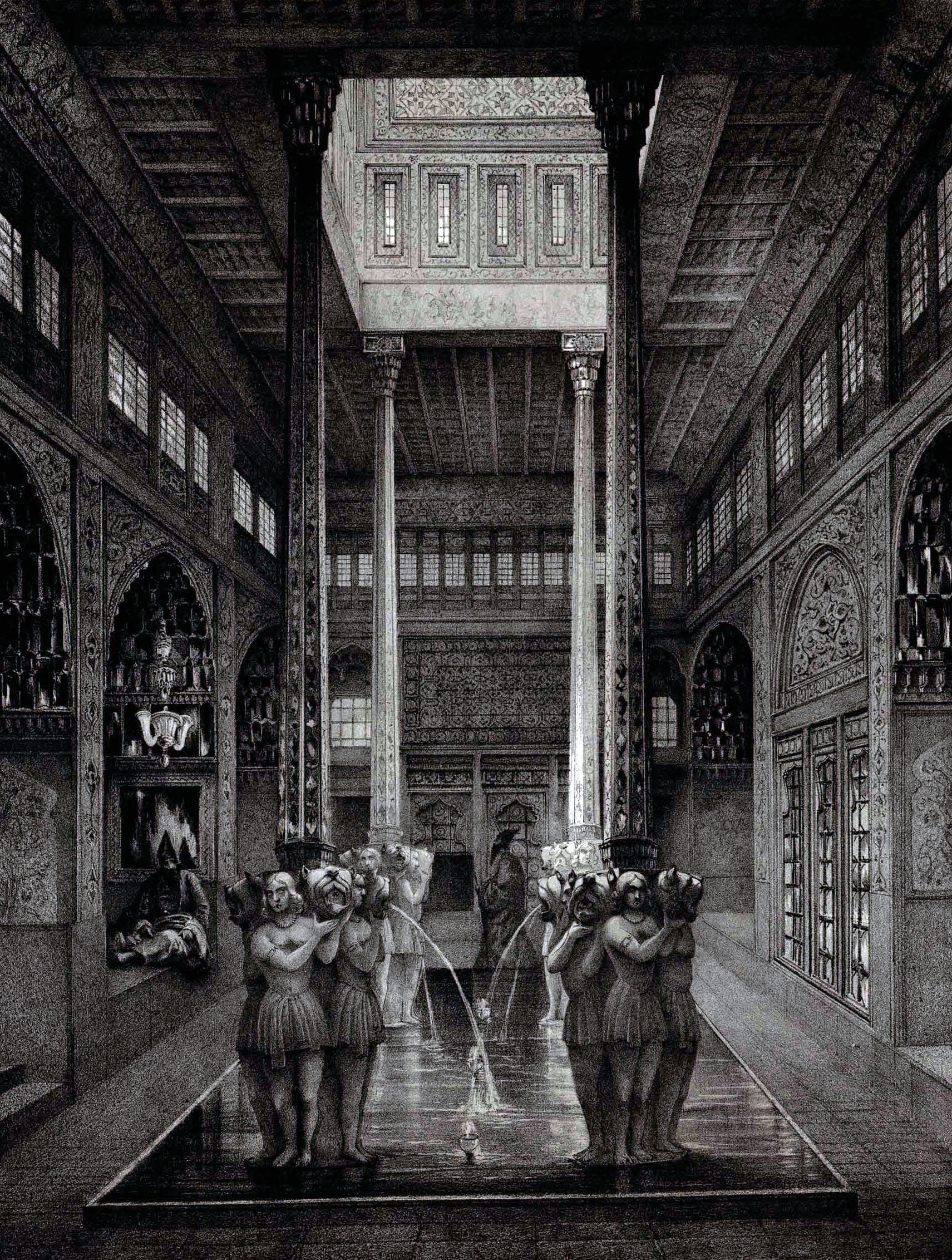
اتاق خلوت (سرپوشیده) در کاخ چهارباغ اصفهان
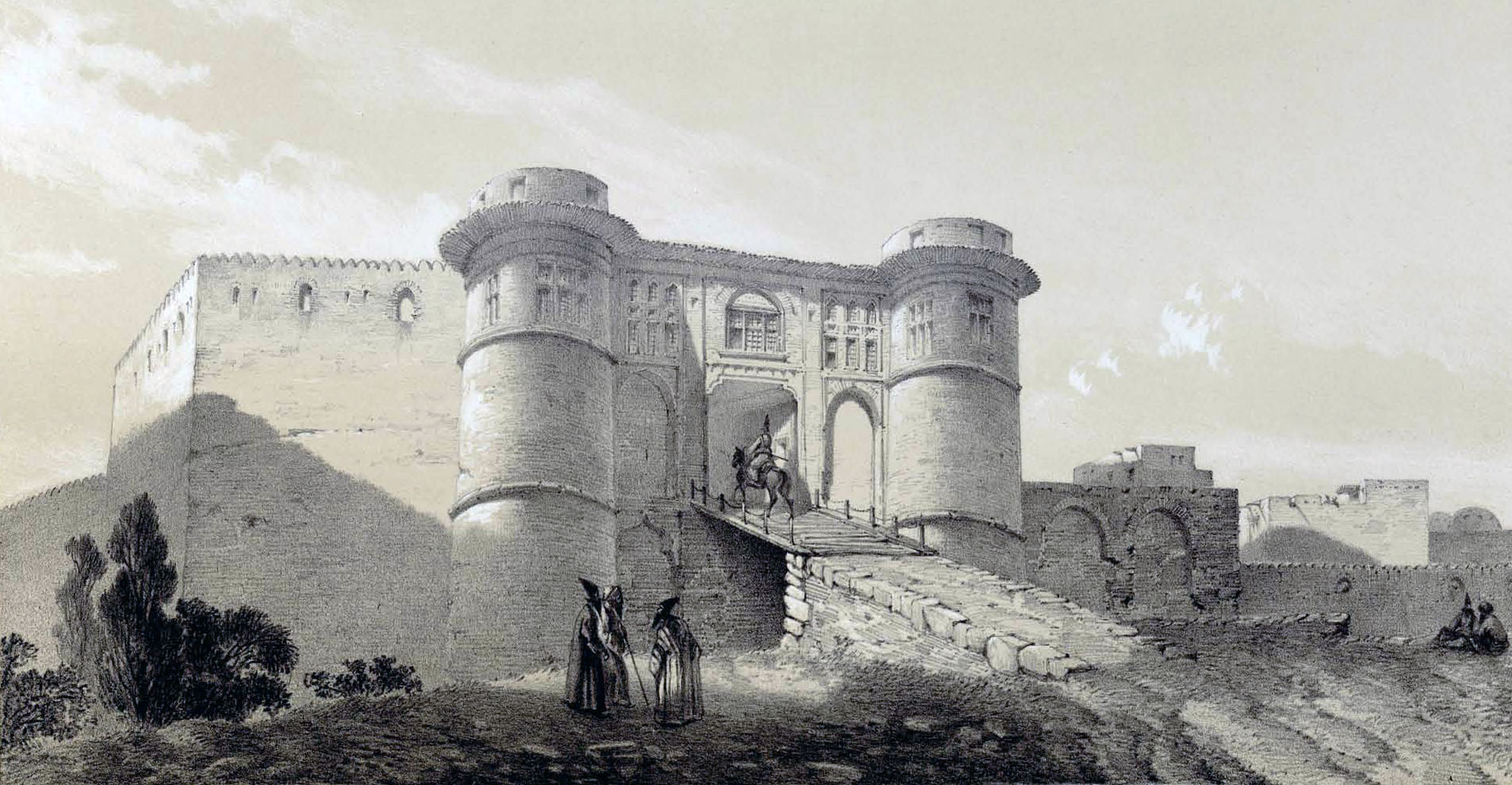
قلعه نهاوند
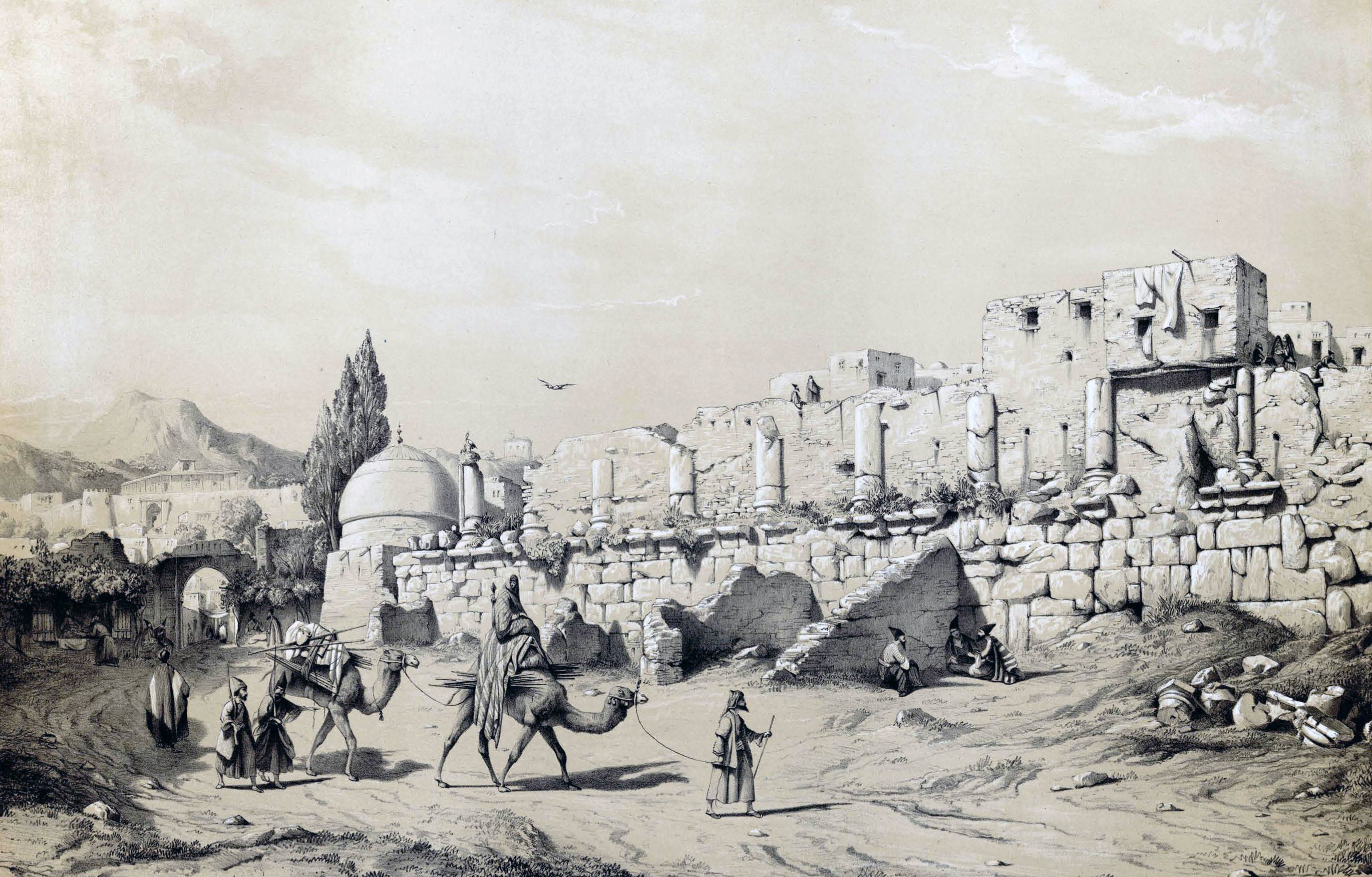
ویرانه‌های کنگاور (معبد آناهیتا)
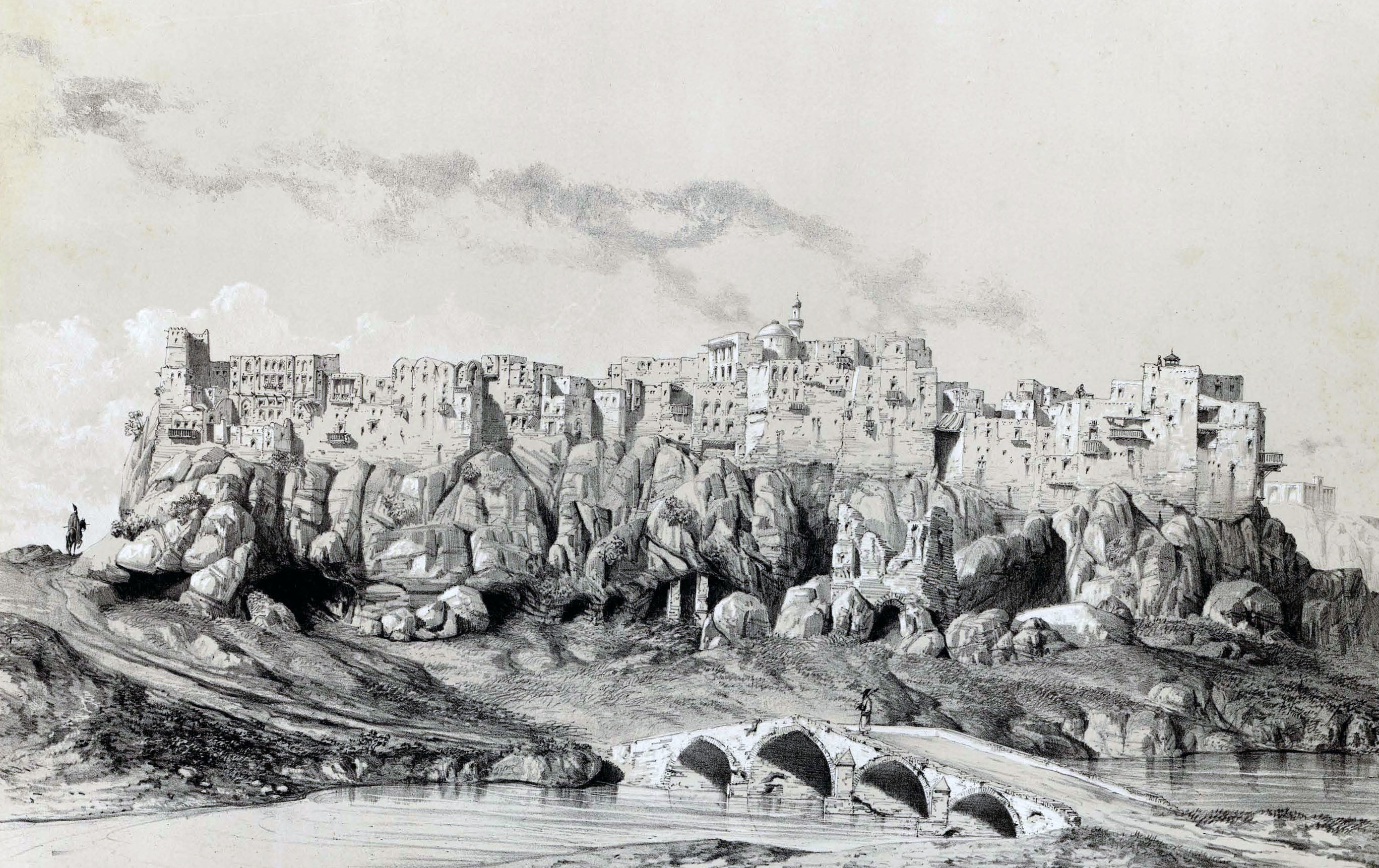
قلعه یزدخواست
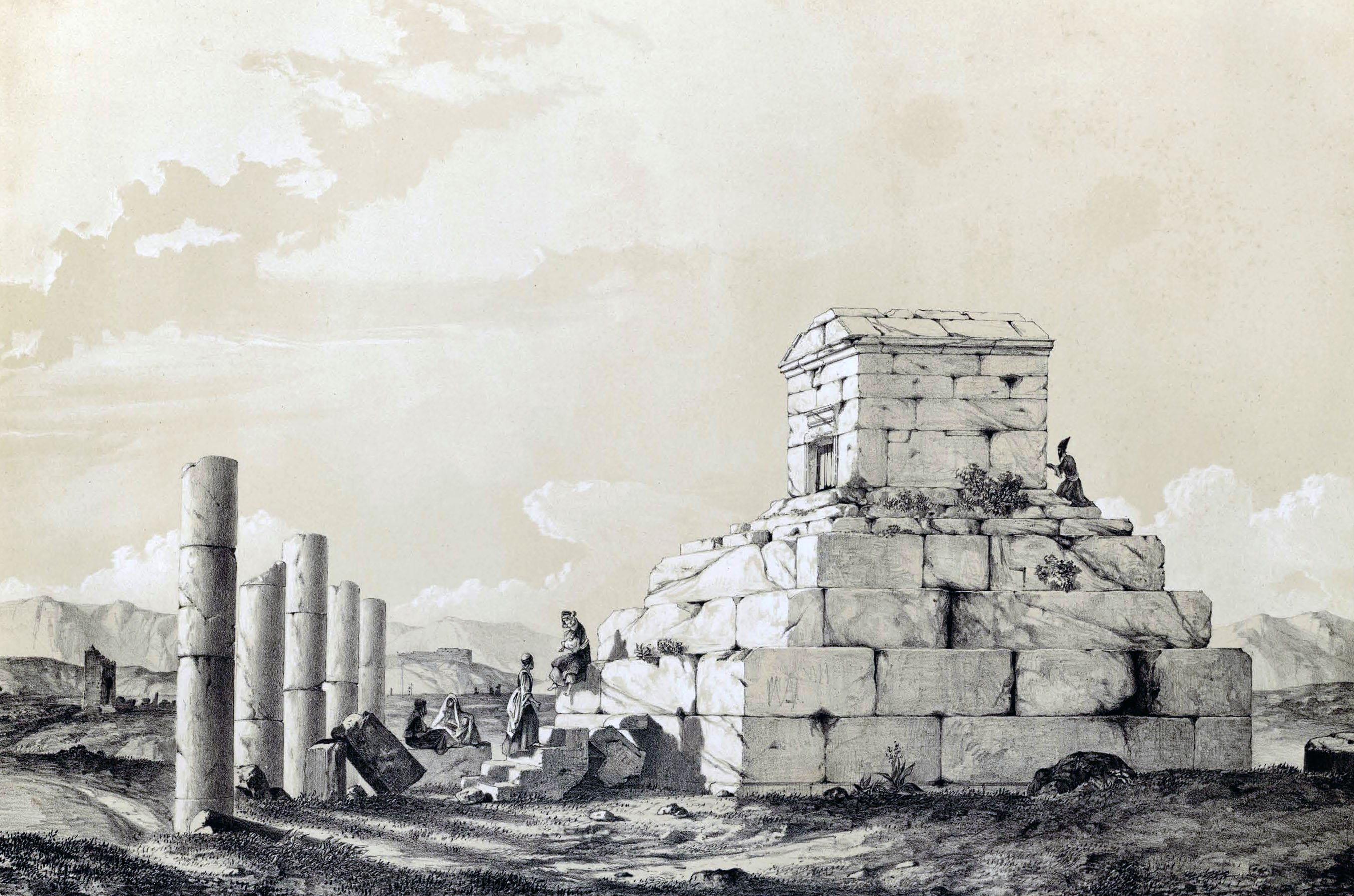
خرابه‌های پاسارگاد، آرامگاه کوروش بزرگ
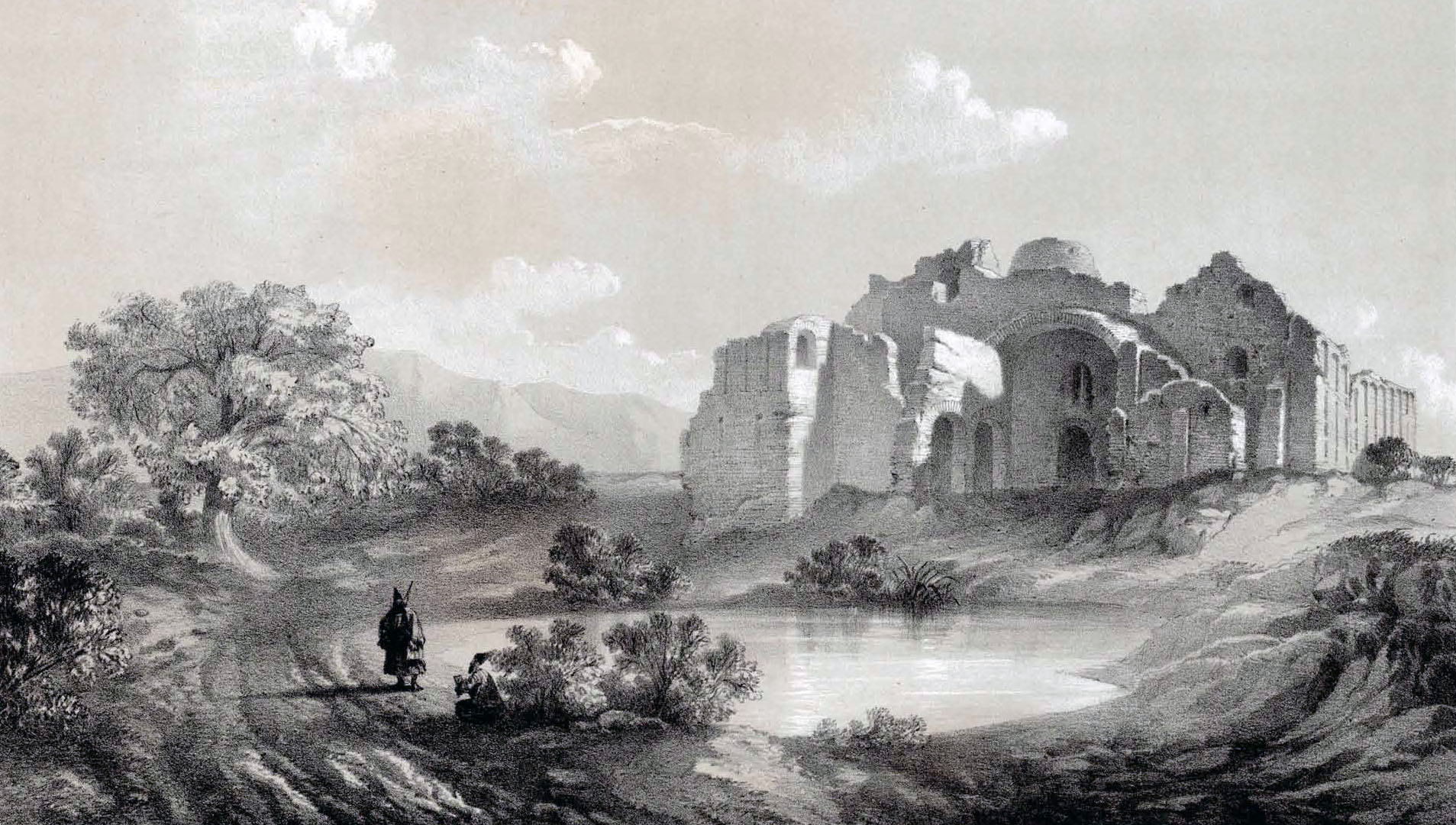
خرابه‌های کاخ اردشیر بابکان فیروزآباد
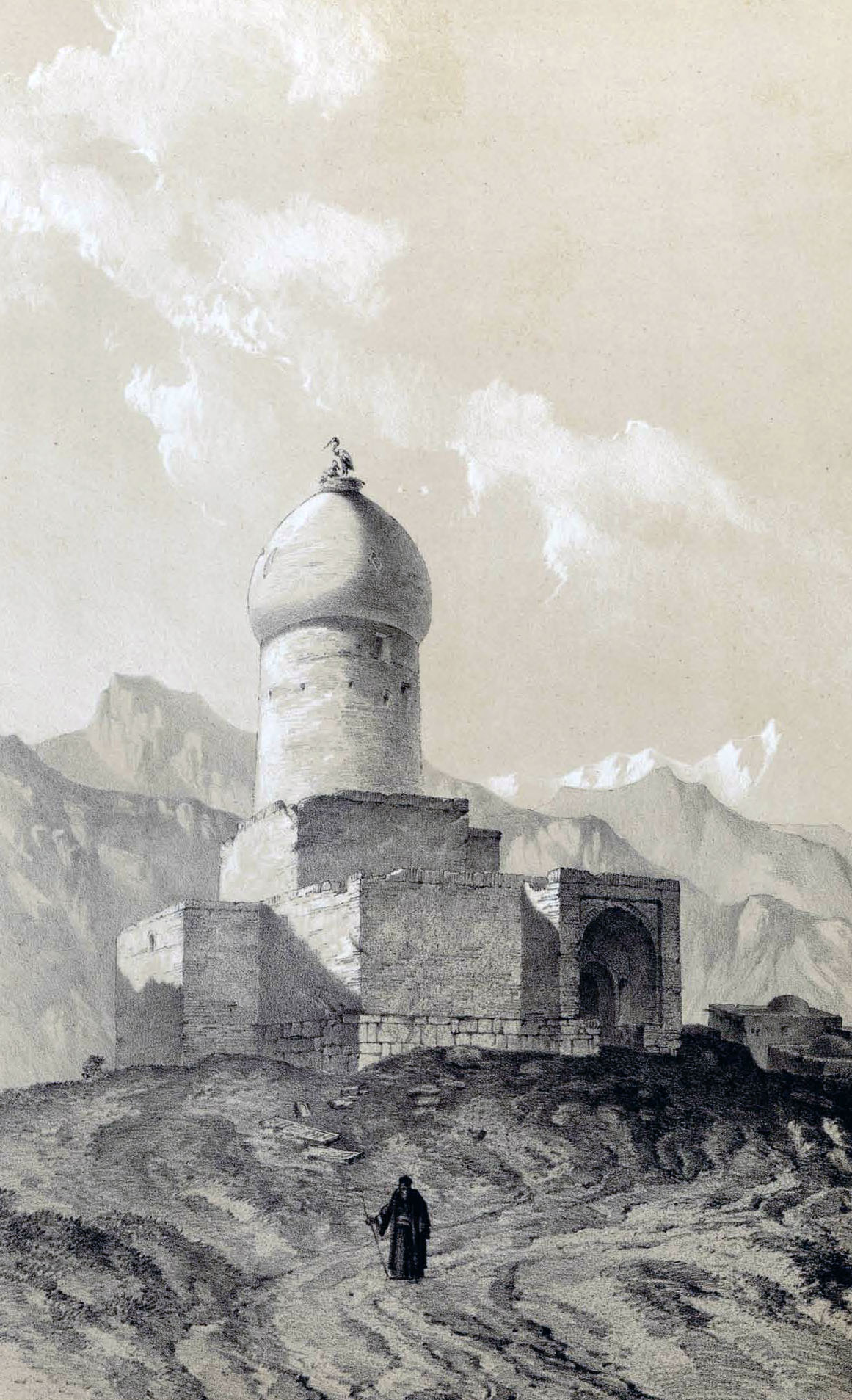
آرامگاه استر و مردخای همدان
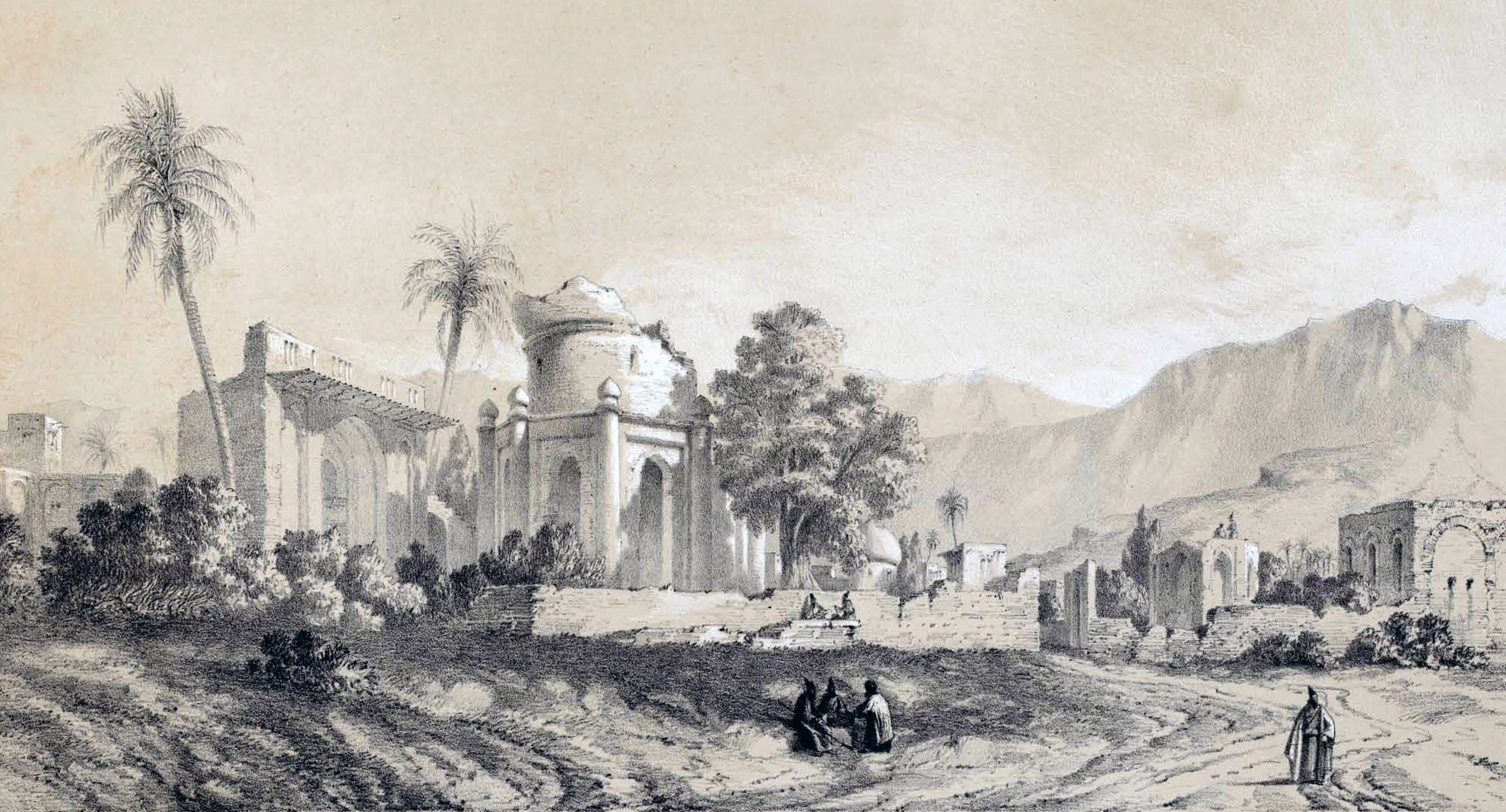
کازرون (بیشاپور)